# De storm in het leven
De film De Storm des Levens ook gekend als De storm in het leven uit 1920 is een drama in vijf delen uitgevoerd door leden van de Koninklijke Nederlandse Schouwburg. Deze verfilming van een theatervoorstelling wordt beschouwd als de eerste Vlaamse speelfilm. De film was niet hoogstaand van kwaliteit maar van hoog historisch belang.

## Verhaal
Een man met een kleine motorboot zet passagiers over de Schelde. Hij trouwt voor het geld met een herbergmeid. Een dokwerker die haar minnaar is laat dit niet zomaar gebeuren en wil de bruidegom vermoorden.

## Filmlocaties
De openluchtscènes werden gedraaid in Antwerpen op de Groenplaats, in het Stoelstraatje, op de pont en in het Veerhuis van Sint-Anneke op de linker Schelde-oever. Voor de binnenopnamen week men uit naar de grote zaal achter het 'Syndikaat van Handel en Nijverheid' in de Korte Nieuwstraat.

## Acteurs
| Acteur                    | Personage             |
| ------------------------- | --------------------- |
| Piet Janssens             | Rik Wouters           |
| Marie Verstraete          | Triene Wouters        |
| Staf Cauwenberg           | Piet Vranks           |
| Julia Lauwers             | Kaatje Lemmens        |
| Helene Bertrijn-De Dapper | Maria Paals           |
| Staf Briers               | bedelaar              |
| Louis Bertrijn            | passagier             |
| Alfred van Deuren         | passagier             |
| Marguerite Bertrijn       | gaste op het huwelijk |
| Marcel Cauwenberg         | gast op het huwelijk  |
| Willem Cauwenberg         | gast op het huwelijk  |
| Frans Van Gool            | kelner                |